# Fomudam Rose Ngwari
Mbah Acha née Fomundam Rose Ngwari est une femme politique camerounaise. Depuis le remaniement ministériel du 2 octobre 2015, elle exerce la fonction de ministre délégué à la Présidence chargé du Contrôle supérieur de l’État.

## Biographie
Elle est originaire du département de la Momo dans la région du Nord-Ouest du Cameroun avec pour chef-lieu Mbengwi

## Études
Elle commence ses études primaires dans la localité de Mbengwi, un village de la Région du Nord-Ouest. Elle poursuit ses études secondaires au Collège Baptiste Saker à Limbé dans la région du Sud-Ouest, et dans le lycée bilingue de Nkambé. Elle poursuit ses études universitaires 

## Carrière
En date du 18 décembre 2014, elle devient magistrate hors hiérarchie sous la nomination du Président de la République. Avant sa nomination en 2015, elle est devenue Présidente du tribunal administratif de la région du Nord-Ouest à Bamenda. Auparavant, elle occupe le poste de vice-présidente de la cour d'appel du Sud-Ouest.

## Reconnaissance et distinctions
Elle fait partie des « 80 femmes influentes du Cameroun » en 2021, selon une recension établie par l'universitaire experte en gouvernance publique Viviane Ondoua Biwolé.